# Kalecsinszky Sándor
Sasini és brześciani Kalecsinszky Sándor (Sátoraljaújhely, 1857. február 27. – Budapest, 1911. június 1.) kémikus, geokémikus, a Magyar Tudományos Akadémia levelező tagja. Fő kutatási területe a magyarországi kőszén- és agyagelőfordulások teleptani feltárása volt, emellett nevéhez fűződik az erdélyi sóstavak felmelegedését okozó helioterm jelenség leírása.

## Életútja
Apja, Feliks Kaleczinsky lengyel nemes az 1850-es években telepedett le Magyarországon. Középiskoláit Ungváron végezte, majd a Budapesti Tudományegyetemen hallgatott természettudományi tárgyakat. Főtárgyként kémiából, melléktárgyakként fizikából és ásványtanból 1878-ban szerzett középiskolai tanári oklevelet. Ezt követően az egyetem kémiai intézetében dolgozott gyakornokként Than Károly és Lengyel Béla irányításával. 1882–1883-ban a kémiai intézet tanársegédje volt. 1883–1884-ben féléves ösztöndíjjal Robert Wilhelm Bunsen heidelbergi laboratóriumában kutatott, útja során több ausztriai, németországi, svájci és olaszországi intézetet is felkeresett. Előzőleg már 1883-ban elnyerte a Magyar Királyi Földtani Intézet frissen meghirdetett vegyészi állását. Heidelbergből hazatérve meg is kezdte a munkát, majd 1898-tól haláláig fővegyészként dolgozott a földtani intézetben.

## Munkássága
Tudományos pályája 1884-től a Magyar Királyi Földtani Intézethez kötődött. 1884-ben kőszén-, agyag-, ásvány-, kőzet- és ásványvíz-vizsgálati célokra korszerű kémiai laboratóriumot rendezett be az intézet falai között. A laboratóriumi felszerelést folyamatosan fejlesztette, részint saját találmányú műszereivel, részint Semsey Andor összesen mintegy 200 ezer koronányi támogatásából. Később megalapozta, majd két évtizeden át kezelte a kerámiaipari múzeumi gyűjteményt (agyagok, festékföldek stb.), 1891-ben pedig ő állította fel a földtani intézetben az első földrengésjelző készüléket. Több fórumon és kiállításon képviselte anyaintézményét, így például az 1891-es budapesti agyag-, cement-, aszfalt- és kőipari kiállításon az ezerpéldányos intézeti agyagmintákat mutatta be, az 1896-os Ezredéves Országos Kiállításon, illetve az 1900-as párizsi világkiállításon agyag- és szénminta-kollekciójával jelent meg.
Kiváló kőszénelemzési eredményeiért 1892-ben elnyerte a Magyar Királyi Természettudományi Társulat 1000 forintos pályadíját. Még ez évben megbízták a magyarországi kőszéntelepek összetételének, szerkezetének és rétegtani helyzetének átfogó vizsgálatával. 1901-ben megjelent kőszénkatasztere mellett jelentős eredményeket ért el a Kárpát-medencei agyagelőfordulások regionális földtani feldolgozásában is. 1905-ben részletes térképekkel kiegészítve adta közre Magyarország agyagkataszterét, amelyben hét tűzállósági osztályba osztotta az agyagos kőzeteket. Megállapította, hogy a tűzálló agyagásványok a földpáttartalmú kőzetek előfordulásához kötődnek.
Eddig említett kutatásai mellett a Magyar Tudományos Akadémia megbízásából tanulmányozta a bánsági szerpentines kőzeteket. 1901–1906 között az erdélyi sós vizeket vizsgálta. Kutatásai eredményeként leírta a heliotermia jelenségét. Elméletében tisztázta, hogy a sós tavak (például a szovátai Medve-tó) vize azért melegebb környezeténél, mert az alsóbb rétegek tömény sóoldata akkumulálja a napsugárzás hőjét, a felszíni édesvízréteg pedig megakadályozza e rétegek lehűlését. Akadémiai székfoglalóját is e témáról tartotta 1903-ban A Nap melegének accumulatiója különféle folyadékokban címmel. Az artézi kutak működési elvével kapcsolatos kutatásai során újszerű szempontokat vetett fel.
Több mint száz cikket, tanulmányt, kötetet publikált; ezek közül több a kor legrangosabb magyar (pl. Földtani Közlöny, Akadémiai Értesítő, Magyar Chemiai Folyóirat, A Magyar Királyi Földtani Intézet Évi Jelentése, Mathematikai és Természettudományi Értesítő, Természettudományi Közlöny, Turisták Lapja) és német (Chemisches Zentralblatt, Zeitschrift für Analitische Chemie, Zeitschrift für Anorganische Chemie) nyelvű szaklapjaiban jelent meg.

## Társasági tagságai és elismerései
Tudományos érdemei elismerésekén 1902-ben a Magyar Tudományos Akadémia levelező tagjává választották, de részt vett számos hazai tudományos társaság munkájában. 1879-től rendes, 1901-től örökítő, 1904-től választmányi tagja volt a Magyar Királyi Természettudományi Társulatnak; alapító tagja, egy időben alelnöke, később tiszteleti tagja volt a Magyar Chemikusok Egyesületének; közreműködött a Magyarhoni Földtani Társulat és a Matematikai és Fizikai Társulat munkájában is. Több közéleti-közművelődési egyesület munkájában is részt vett (Képzőművészeti Társulat, Országos Köztisztviselő Egyesület, Magyarországi Kárpát Egyesület (1891-től a budapesti osztály választmányi tagja is volt), Magyar Turista Egyesület (1892-től választmányi tag), Országos Közegészségügyi Egyesület (választmányi tag). Jeles amatőr fényképészként a Magyar Fotográfiai Egyesület alapító tagja és titkára, az 1890-ben tartott I. Nemzetközi Fotográfiai Kiállítás egyik szervezője volt.
Az erdélyi sós tavak vizsgálatában elért eredményeinek elismeréseként 1906-ban Szabó József-emlékérmet kapott, 1907-ben pedig a kolozsvári Ferenc József Tudományegyetem tiszteletbeli díszdoktorává avatták.

## Főbb művei
- A magyar korona országainak megvizsgált agyagai és az agyagiparnál felhasználható egyéb anyagai. In: A Magyar Királyi Földtani Intézet Évi Jelentése 1892. 181–211. o.
- Über die Aufbewahrung chemischer reiner alkalischer Lösungen. In Zeitschrift für Anorganische Chemie 1894.
- A magyar korona országainak tűzálló agyagjai. Budapest: Magyar Királyi Földtani Intézet. 1896.
- A magyar korona országai tűzállóságra megvizsgált agyagjainak átnézetes térképe (1:900 000). Budapest, 1899.
- A magyar korona országainak ásványszenei (kőszenek, barnaszenek, lignitek) különös tekintettel chemiai összetételükre és gyakorlati fontosságukra. Budapest: Magyar Királyi Földtani Intézet, 1901. 309 p. Online
- A szovátai meleg és forró konyhasóstavak mint természetes hőaccumulátorok. In Mathematikai és Természettudományi Értesítő XIX. 1901. 5. sz. 450–469. o.
- A szovátai meleg és forró konyhasóstavakról mint természetes hőaccumulátorokról: Meleg sóstavak és hőaccumulátorok előállításáról. In Földtani Közlöny XXXI. 1901. 10–12. sz. 329–353. o.
- A Nap melegének accumulatioja különféle folyadékokban. In Természettudományi Közlöny 1904. (Akadémiai székfoglalója)
- Naptól felmelegedő sós tavak. Budapest: Magyar Természettudományi Társulat. 1904.
- A magyar korona országainak megvizsgált agyagai. Budapest: Magyar Királyi Földtani Intézet. 1905. 218 o.

## További irodalom
- Muraközy Károly: Kalecsinszky Sándor. In: Magyar Chemikusok Lapja II. 1911. 12–13. sz. 67–68. o.
- Schafarzik Ferenc: Búcsúbeszéde Kalecsinszky Sándor levelező tag sírjánál. In: Akadémiai Értesítő XXII. 1911. 8–9. sz. 527. o.
- Ilosvay Lajos: Kalecsinszky Sándor emlékezete. In: Földtani Közlöny XCII. 1912. 3. sz. 232–242. o.
- Pap János: Ismertetés Kalecsinszky Sándorról. In: Magyar Kémikusok Lapja XVI. 1961. 6. sz. 268. o.